# Kansajsuchus
Kansajsuchus es un género extinto de mesoeucrocodilio goniofolídido. Está basado en el holotipo PIN 2399/301, un premaxilar derecho, uno de los huesos de la punta del hocico. Este espécimen fue hallado en rocas de principios del Santoniense (Cretácico Superior) en la localidad Yalovach Svita de Kansai, en la cuenca de Fergana de Tayikistán. Fósiles adicionales incluyendo vértebras y osteodermos han sido asignados a este género. Pudo haber sido un animal de gran tamaño, estimándose una longitud total de 8 metros. Kansajsuchus fue descrito en 1975 por Mikhail Efimov. La especie tipo es Kansajsuchus extensus.

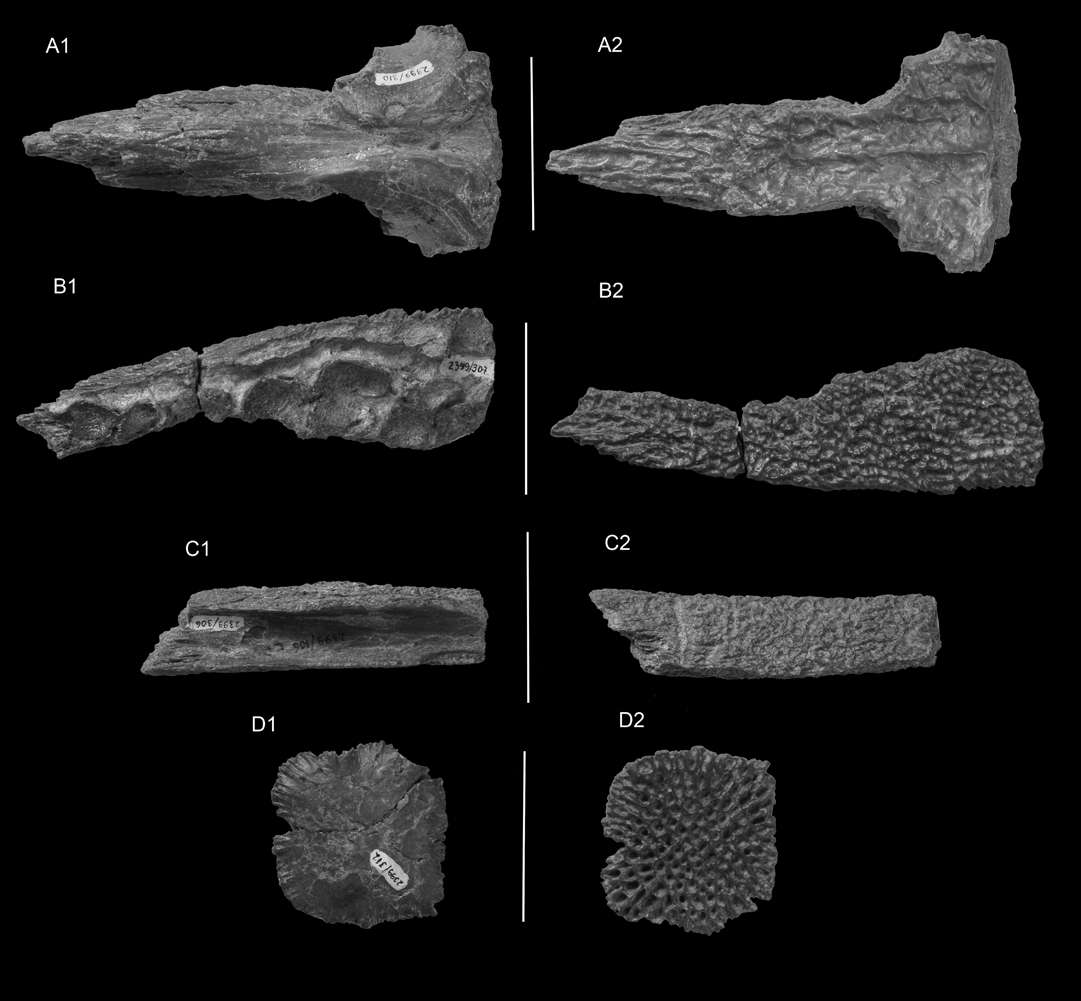
Especímenes referidos.

Halliday et al. (2013) confirmaron la validez de la especie K. extensus, y su posición filogenética entre otros goniofolídidos basales de Asia. Se encontró que "Sunosuchus" shartegensis representa el taxón hermano, y ambas especies fueron situadas en un linaje distinto del de la especie tipo de Sunosuchus, S. miaoi, aunque con un débil apoyo. Por lo tanto, es posible que revisiones y análisis filogenéticos posteriores resulten en el abandono del nombre Kansajsuchus, y que su especie tipo sea referida a Sunosuchus.